# Ortovero
Ortovero (im Ligurischen: Ortoê) ist eine italienische Gemeinde mit 1698 Einwohnern (Stand 31. Dezember 2023) in der Region Ligurien. Politisch gehört sie zu der Provinz Savona.

## Geographie
Ortovero liegt im Valle Arroscia. Die beiden zugehörigen Siedlungen Campi und Pogli befinden sich auf der linken Uferseite des gleichnamigen Flusses, an den Hängen des Monte Chiesa (255 Meter) und des Monte Villa (340 Meter). Die Gemeinde gehört zu der Comunità Montana Ingauna und ist circa 55 Kilometer von der Provinzhauptstadt Savona entfernt.
Nach der italienischen Klassifizierung bezüglich seismischer Aktivität wurde die Gemeinde der Zone 3 zugeordnet. Das bedeutet, dass sich Ortovero in einer seismisch wenig aktiven Zone befindet.

## Klima
Die Gemeinde wird unter Klimakategorie C klassifiziert, da die Gradtagzahl einen Wert von 1335 besitzt. Das heißt, die in Italien gesetzlich geregelte Heizperiode liegt zwischen dem 15. November und dem 31. März für jeweils 10 Stunden pro Tag.